# Bertas
I Bertas sono un gruppo musicale beat e rock italiano, proveniente dalla Sardegna e attivo dalla metà degli anni '60.

## Storia del gruppo
Il gruppo dei Bertas si forma per iniziativa dei tre fratelli Carlo, Antonio ed Edmondo Costa nel 1965; si esibiscono per la prima volta il 20 dicembre 1965 in un locale di Sassari.
Nel 1966, successivamente alla vittoria nel concorso per giovani complessi musicali e cantanti Sardegna canta, ottengono un contratto discografico con la ARC, etichetta distribuita dalla RCA Italiana ed esce il loro primo 45 giri, Fatalità/Mi hai perdonato lo so, nel 1967, seguito dal loro primo 33 giri, Fatalità, nel 1968.
La canzone Fatalità, scritta e composta dal duo Sergio Bardotti e Piero Pintucci, resta la loro canzone più famosa: ne inciderà una cover Ornella Vanoni e verrà utilizzata, anche di recente, in pubblicità televisiva.
Vengono in seguito scritturati dalla RCA Italiana ed ottengono un buon successo, fino ad espandersi anche al mercato internazionale.
Nel 1969 partecipano al Cantagiovani, una manifestazione musicale itinerante organizzata dall'RCA, in cui si esibiscono con altri artisti come Gabriella Ferri, Ugolino, Le Voci Blu, Rosalino Cellamare, Christy ed altri; partecipano al programma televisivo Settevoci, condotto da Pippo Baudo, e l'anno successivo la loro canzone Vieni via con noi è scelta come sigla del programma televisivo Ci sai fare?.
Con il 45 giri Badde lontana/Ma eri donna (1975) iniziano la loro produzione musicale in sardo, che diventerà un loro tratto distintivo, incidendo per la City e per altre etichette; nel 1977 l'RCA Italiana pubblicherà in un 45 giri la versione in italiano di Badde lontana, intitolata Valle lontana.
Nel 2006 il giornale La Nuova Sardegna distribuisce la raccolta Bertas per celebrare i loro 40 anni di carriera.
Tra le loro collaborazioni ci sono Mark Harris per l'incisione del loro album Unu mundu bellissimu, la Corale Vivaldi per il progetto Tottumpare e la Corale Canepa nell'album Sa missa (2007).

## Formazioni

### Membri storici
- Antonio Costa - voce, chitarra
- Carlo Costa - voce, basso elettrico dal 1965 al 2016
- Edmondo Costa - voce, tastiere
- Bruno Sini - voce, chitarra
- Mariolino Gadau - voce, chitarra
- Gianni Davis - voce, tastiere 1968
- Antonio Usai - batteria fino al 1968
- Giuseppe Fiori -voce, batteria dal 1968 al 1980
- Eugenio Romano - batteria dal 1980 al 2005

### Formazione attuale
- Mario Chessa - voce, tastiere
- Enzo Paba - voce, chitarre
- Marco Piras - chitarre

Solo in concerto
- Fabrizio Loriga - batteria
- Giuseppe Gadau - basso
- Franco Castia - voce
- Maria Rosaria Soro - voce
- Enrica Virdis - voce

## Discografia

### Album in studio
- 1968 - Fatalità (ARC, ALPS 11005)
- 1988 - Unu mundu bellissimu (Targa Italiana)
- 1993 - Amistade
- 1998 - 30
- 1998 - Tottumpare
- 2002 - Sa vida est mama
- 2007 - Sa missa (con la Associazione Corale Luigi Canepa)
- 2018 - Cambia il mondo
- 2021 - Non si vive una volta sola

### Raccolte
- 2000 - Il meglio
- 2000 - I successi
- 2002 - I grandi successi originali
- 2006 - Bertas (La Nuova Sardegna)

### Singoli
- 1967 - Fatalità/Mi hai perdonato lo so (ARC, AN 4127)
- 1968 - Dondolo/Se mi dai l'appuntamento (ARC, AN 4157)
- 1969 - Vieni via con noi/Angelo bianco (ARC, AN 4192)
- 1970 - Tempo se vorrai/Sorge la città (RCA Italiana, PM 3524)
- 1975 - Badde lontana/Ma eri donna (City, 6320)
- 1977 - Pensende a tie parte 1/Pensende a tie parte 2 (City, 6393)
- 1977 - Valle lontana/Lisa (RCA Italiana, PB 6066)
- 1981 - Via dei laghi/Un po' di rabbia (Cinemusic)
- 2023 - SantAntine
- 2023 - Sa Domo de su re

### Singoli pubblicati fuori dall'Italia
- 1968 - Fatalidad/Me has perdodado por fin
- 1968 - Fatalidad/Si me das una cita